# Daphne Pollard
Daphne Pollard (Melbourne, 19 oktober 1892 — Los Angeles, 22 februari 1978) was een actrice uit Australië.
Geboren in Australië als Daphne Trott trad Trott samen met haar oudere zus Ivy op in de kinder-toneelgroep Pollard's Lilliputian Opera Company. Deze groep toerde door Australië, Nieuw-Zeeland en de Verenigde Staten. Later zou Trott de naam Pollard gebruiken als haar artiestennaam voor haar solocarrière. 
Pollard werd begraven op Forest Lawn Memorial Park in Los Angeles.

## Filmografie
- Library of Congress Control Number: no89001236
- SNAC: w64z888n
- Virtual International Authority File: 73407754
- WorldCat: E39PBJrCcfGXkV9PV89VYHhJXd